# І (кириллица)
І, і — буква кириллицы, входящая в белорусский, украинский, казахский кириллический, коми, хакасский, русинский и церковнославянский алфавиты, также использовавшаяся в русской дореформенной орфографии. Восходит к старославянской букве  и далее к греческой йоте (Ι), прототипом которой была финикийская буква  (йод), обозначавшая полугласный [j]. В глаголице, как и в кириллице, для звука [и] имелись две буквы:  и . Обычно считают первую из них соответствующей кириллическому И, а вторую — кириллическому І, но есть и противоположное мнение.
Числовое значение в кириллице, как и в греческом алфавите, — 10, отсюда распространённое название «И десятеричное», использовавшееся для отличия от буквы И (иже), называвшейся «И восьмеричное».

## Русский язык

### Конец XVII — начало XVIII века
До конца XVII века чётких правил употребления букв И/I не существовало. Одно и тоже слово могло записываться по-разному, даже находясь в одном предложении. Исключением можно назвать лишь окончания -iѧ, -iє, -iю и т. п. В рукописных текстах и это правило не соблюдалось (что продолжилось и после реформ Петра I, например, в рукописях его жены Екатерины буква I практически не используется). В церковнославянской письменности буква I применялась перед гласными, в слове мiръ в значении Вселенная, включая производные, и в словах греческого происхождения (Хрiстосъ — Христос, iдолъ — идол).
В изданной в 1648 году Грамматике Мелетия Смотрицкого описаны следующие правила использования букв И и I:
- в начале слова всегда пишется И, кроме некоторых имён, приводятся примеры: Iзраᴎль — Израиль, Iѡаɴɴъ — Иоанн, Iѡасафъ — Иоасаф, Iѡсᴎфъ — Иосиф, Iѡᴎль — Иоиль, Iѡакᴎмъ — Иоаким. Но другие имена пишутся с буквы И: Илiѧ — Илия
- перед гласными обычно пишется I, (прiѧтєлᴎще — приятелище, прiємлю — приемлю, прiѧтɴо — приятно). Исключением являются окончания прилагательных -ᴎѧ в словосочетаниях с существительными женского рода единственного числа в родительном падеже, на что приводятся следующие примеры: благᴎѧ жєны дѣло, крєпкᴎѧ рꙋкᴎ сᴎла
- буква I используется в греческих именах (поскольку буквы кириллицы Ѵ, И, I в них обычно повторяют греческие буквы Y, H, I: Кѷрiлъ — Кирилл (Κυριλλος), Кѷрiакъ — Кириак (Κυριακος), Ѷакiɴфъ — Иакинф (Yακινθος), Iппархъ — Гиппарх (Iππαρχος), Фiлiппъ[1] — Филипп (Φιλιππος)), латинских именах (Еварiстъ — Эварист (Euaristus)), а также в словах греческого, еврейского и латинского происхождения: грамматiка, логiка, фiлософiя, дiфѳоɴгъ, латiɴскiй, апокалѷψiсъ.

В начале 1700—1706 годах белорусский типограф и просветитель Илья Копиевич по заказу Петра I для продажи на российском рынке издал (типографским шрифтом, повторяющим шрифт Франциска Скорины 1517 года) в Амстердаме и Данциге около 25 книг. В используемой в Кратком собрании Льва Миротворца 1700 года орфографии основной является буква И, а I применяется только перед гласными буквами: прiѧтєль — приятель, прiѧтɴо — приятно, оубiєɴɴыхъ — убиенных. При этом для некоторых слов это правило не соблюдается: прᴎꙋчать — приучать, ᴎѧсɴѣᴎшiѧ — яснейшие. Иностранные заимствования и имена пишутся через И (Гаɴɴᴎбалъ, Маѯᴎмᴎлiѧɴъ), слово мир в значении Вселенная записано через И (гдртва ɴашегѡ ᴎцѣлєɴiє ᴎ велᴎкꙋю всємᴎрɴꙋю чєсть…).
В изданной (традиционным церковнославянским шрифтом) в Москве в 1703 году Арифметике Леонтия Магницкого в целом применялась схожая орфография, но греческие термины записаны через I (арiѳмєтiка — арифметика, полiтiка — политика, логiстiка — логистика, практiка — практика, iɴдiктъ — индикт). Слово мир в значении Вселенная записано через I. Также издание отличается повсеместным применением буквы Й.

### Реформы Петра I 1708 и 1710 годов
Символы как церковнославянских книг, так и основного текста книг, изданных за границей по заказу Петру I, объединяло внешнее сходство литер И и N, у которых косая черта была более горизонтальной, чем в современных шрифтах, из-за чего они делались малоразличимыми.

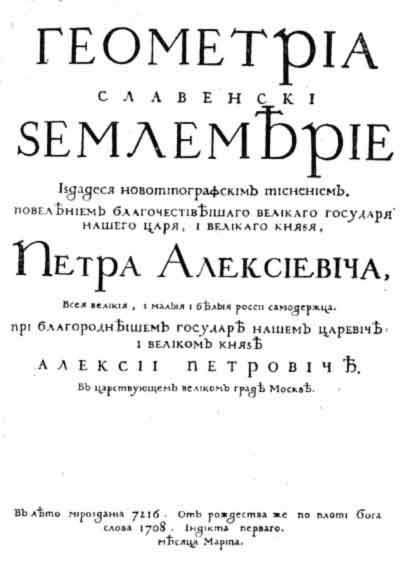
Геометрия славенски землемерие. Первая книга, изданная после реформы Петра I 1708 года. Прописная и строчная литеры I ещё не имеют надстрочных знаков

Первая реформа 1708 года решала эту проблему кардинально: 
- буква И и её полугласный вариант Й полностью исключались, их заменяла буква I
- буква N ɴ получала новое написание — Н н
- строчный вариант латинской буквы N, потерявшей свой эквивалент в гражданском шрифте из-за замены N на Н, — n — становился строчным вариантом буквы П. Эта же литера n, но в увеличенном виде, становилась её заглавным вариантом.

Таким образом, применение букв, означавших звуки [и], [н] и [п], было упорядочено и путаница между ними полностью исключалась.
В первоначальной версии гражданского шрифта 1708 года надстрочные знаки исключались полностью, что коснулось и буквы I. Однако уже в 1709 году точки над І вернули в следующем виде: одна точка над прописной литерой (İ), две — над строчной (ї).
В 1710 году произошла вторая петровская реформа орфографии. Букву И вернули для употребления в некоторых позициях, хотя и в них до середины 1710-х годов буква I регулярно подменяла И для удобства типографского набора там, где слово просто не вмещалось в строку, что делало правила употребления И/I не обязательными. Количество надстрочных знаков (İ, ї) сохранялось в прежнем виде.
Общие правила употребления букв I и И после 1710 года сводились к тому, что основной буквой по прежнему являлась I, а И служила дополнением к ней для чисто визуального гармонирования текста, а именно для того, чтобы две подряд буквы І не употреблялись (ii), а также чтобы буква I по возможности не находилась в положении в конце и в начале слов. При этом эти две буквы — I и И — означали одновременно сразу два звука ([и] и [й]), которые в некоторых словах можно было различить лишь исходя из контекста. Данная проблема существовала ещё при первой реформе 1708 года, когда И не использовалась, и фактически никак не была решена второй реформой.
Правила использования буквы I в 1710—1733 годах:
- В начале слов:
  - в именах собственных (в том числе писавшихся с прописной буквы нарицательных) использовалась буква І (Ісаевъ — Исаев, Імператоръ — Император, Іноземецъ — Иноземец, Іраклiи — Ираклий)
  - перед гласными использовалась буква I, читаясь обычно как [и] (Іоанновна — Иоанновна), но в некоторых случаях как [й] (іодъ — йод, Іустiнiанъ — Юстиниан[3]), в том числе в некоторых словах еврейского происхождения, для которых в будущем изменилось правило чтения [й] → [и], из-за чего на месте буквы I в настоящее время используется И, а не Й (Іерусалiмъ — Иерусалим). В некоторых текстах перед буквой У встречается употребление буквы И в этой позиции (иудъ — юд (иудей/еврей))
  - в начале всех остальных слов использовалась буква И (и, или, ихъ, ибо, имѣнiе). Примерно до середины 1710-х годов буква I регулярно писалась в начале слов перед буквой Н, с которой буква И имела визуальное сходство, из-за чего обычно не применялась (інженеръ — инженер, інтендантъ — интендант, інтересъ — интерес, іное — иное). Впоследствии эти слова также стали писать с буквы И
- В конце слов:
  - в конце слов использовалась только буква И. При этом в окончаниях после гласных буква И читалась чаще как [й] (краи — край, первыи — первый), но в окончании -iи почти всегда как [и] (коллегiи — коллегии). Обычно встречаются также чередование окончаний -еи/-iи, в первом из которых И читается как [й], а во втором — как [и] (губернiи — губернии, но губернеи — губерний; провiнцiи — провинции, но провiнцеи — провинций). Такое чередование использовалось и до 1710 года (лiнii — линии, но лiнеi — линий)[4]. Однако, такая практика не являлась регулярной (встречаются варианты губернiи — губерний и т. п.). Кроме того, варианты -еи внешне совпадали со словами, заимствованными из французского языка, где в именительном падеже использовалось окончание -ѣя, часто подменяемое на -ея (армѣя / армея: армѣи / армеи — армии). Встречались и специфические варианты для различения [и]/[й], например, в манифесте Петра II 1729 года: краи — края (мн. ч., им. п.), но краi — край
- В середине слов:
  - после гласных (кроме I) перед согласными использовалась буква І, читаясь при этом в большинстве случаев как [й] (адмiралтеiство — адмиралтейство, любезнѣiшая — любезнейшая), но в некоторых случаях как [и] (своiхъ — своих). После гласной I в такой позиции использовалась буква И, которая почти всегда читалась как [й] (россiискiи — российский), кроме редких исключений (прiимать — принимать). По аналогии, в 1710-х годах после других гласных иногда также использовалась буква И, что указывало на необходимость прочтения этой буквы как [й] (святѣiшiй / святѣишiй — святейший), особенно в словах, где чтение [и]/[й] было неочевидно (воiна — во́ина, но воина — война). Такая практика стала малоиспользуемой к 1720-м, однако, периодически прослеживается вплоть до 1730-х годов, когда буква И полностью заменила I в этой позиции
  - перед гласными буквами всегда употреблялась буква I, читаясь после согласных как [и] (коллегiумъ — коллегиум), а после гласных как [й]
  - на стыке приставки, заканчивавшейся на согласную букву, и корня слова, начинавшегося на и-, писалась буква И (возъимѣть — возыметь)
  - между согласными всегда использовалась буква I, кроме слова мир в значении отсутствие войны и его производных, которые записывались через И (мирныи договоръ — мирный договор, мировои судiя — мировой судья, но всемiрныи — всемирный, мiрскои — мирской)

### С 1730-х до 1918 года
В 1733 году Академия наук начала орфографическую реформу.
- применение буквы I между согласными буквами в нарицательных было ограничено иностранными заимствованиями (сохранилось написание: гратiфiкацiя, мiнiстръ, капiтанъ, командiръ, офiцеръ, адмiралъ, но барабанщiкъ → барабанщикъ, господiнъ → господинъ, мiлость → милость, сочiненiе → сочиненiе)
- после гласных перед согласными буква И полностью заменила I (адмiралтеiство → адмiралтеиство, состоiтъ → состоитъ, достоiныя → достоиныя)
- сохранено употребление буквы I в некоторых именах собственных (Борiсъ, Мiхаiлъ, Нiкiта, Нiколаи), включая заглавную I в начале слова (Iлья, Iванъ, Iсаакъ), в том числе в географических названиях (Сiбiрь, Iзюмъ, Iран) и пишущихся с прописной буквы словах Імператрiца, Iнструкцiя и т. д.

В 1735 году была добавлена буква Й, использовавшаяся в церковнославянской письменности (адмiралтеиство → адмiралтейство, россiискiи → россiйскiй). В этот период 1735—1738 годов применение букв И/I/Й сильнее всего приблизилось к церковнославянскому варианту.
С 1738 года было расширено применение буквы И, теперь она использовалась вместо І везде, кроме как перед гласными и в начале имён собственных (адмiралтейство → адмиралтейство, Імператрiца → Імператрица).
В начале 1740-х годов для имён собственных перед согласной буквой также стало использоваться И вместо І (Iванъ → Иванъ, Імператорскiй → Императорскій). Орфография фактически приняла вид, соответствующий тому, который затем существовал почти два столетия до 1918 года. При этом ещё несколько лет с конца 1730-х — в начале 1740-х годов в изданиях фигурировали ошибки употребления букв I/И и неиспользование Й.
Коснулась реформа и слова мир, которое после реформы стали писать всегда миръ независимо от толкования.
Михаил Ломоносов в своей Российской грамматике 1757 года писал следующее:

Буква I произносится также как И, и только ради того в употреблении осталась, что бы частое стечение подобных букв не приятным видом взору не казалось противно, и в чтении запинаться не принуждало. Например: въ изыскании истинны, вместо, въ изысканiи истинны; скинии, вместо, скинiи; по вознесении Иисусовѣ, вместо по вознесенiи Iисусовѣ, есть зрению тяжко. Иовъ, вместо, Iовъ к погрешному чтению новъ привести может, для подобия буквы И с Н. Ради сего I не больше принадлежит в азбуку, как Й, для оказания краткости сей буквы, надписанною скобкою.

На рубеже 1760/1761 годов возвращено использование буквы I в слове мiръ в значении вселенная, таким образом восстановлено церковнославянское различие в написании миръ/мiръ, существовавшее в том числе и до реформы 1733 года. При этом имя Святого князя Владимира, во времена жизни которого имя Володимѣръ ещё не воспринималось в значении «владеющий миром», а понималось как аллегорическое противопоставление между сиюминутной властью и вечным миром (покоем), продолжило писаться через И (Владимиръ), чем отличалось от других носителей данного имени, для которых оно стало записываться как Владимiръ. При этом в религиозной литературе издаваемой до 1740 года, используется как раз написание имени князя как Владимiръ. Титул императрицы Анны Иоанновны, включавший в себя Самодержица Всероссийская, … Владимирская…, также в разных указах записывался в 1730-х — начале 1740-х годов как Владiмiрская, Владимерская или Владимiрская, но не Владимирская. Несмотря на это, именно в таком виде это написание существовало во второй половине 18 — первой половине XIX века и распространялось также на все производные: Владимирское намѣстничество, Владимирская губернiя. Неоднозначным является употребление Владимиръ/Владимiръ по отношению к другим русским князьям, например, имя Владимира Мономаха в литературе чаще записывалось как Владимiръ, но иногда и как Владимиръ. Ориентировочно в 1830—1840-е годы начало действовать правило использования буквы I при написании имени князя Владимира, изменилось и написание производных слов (Владимирская губернiя → Владимiрская губернiя). В некоторой религиозной литературе имя князя Владимира и в XX веке продолжали писать через И.

### Правила на 1918 год

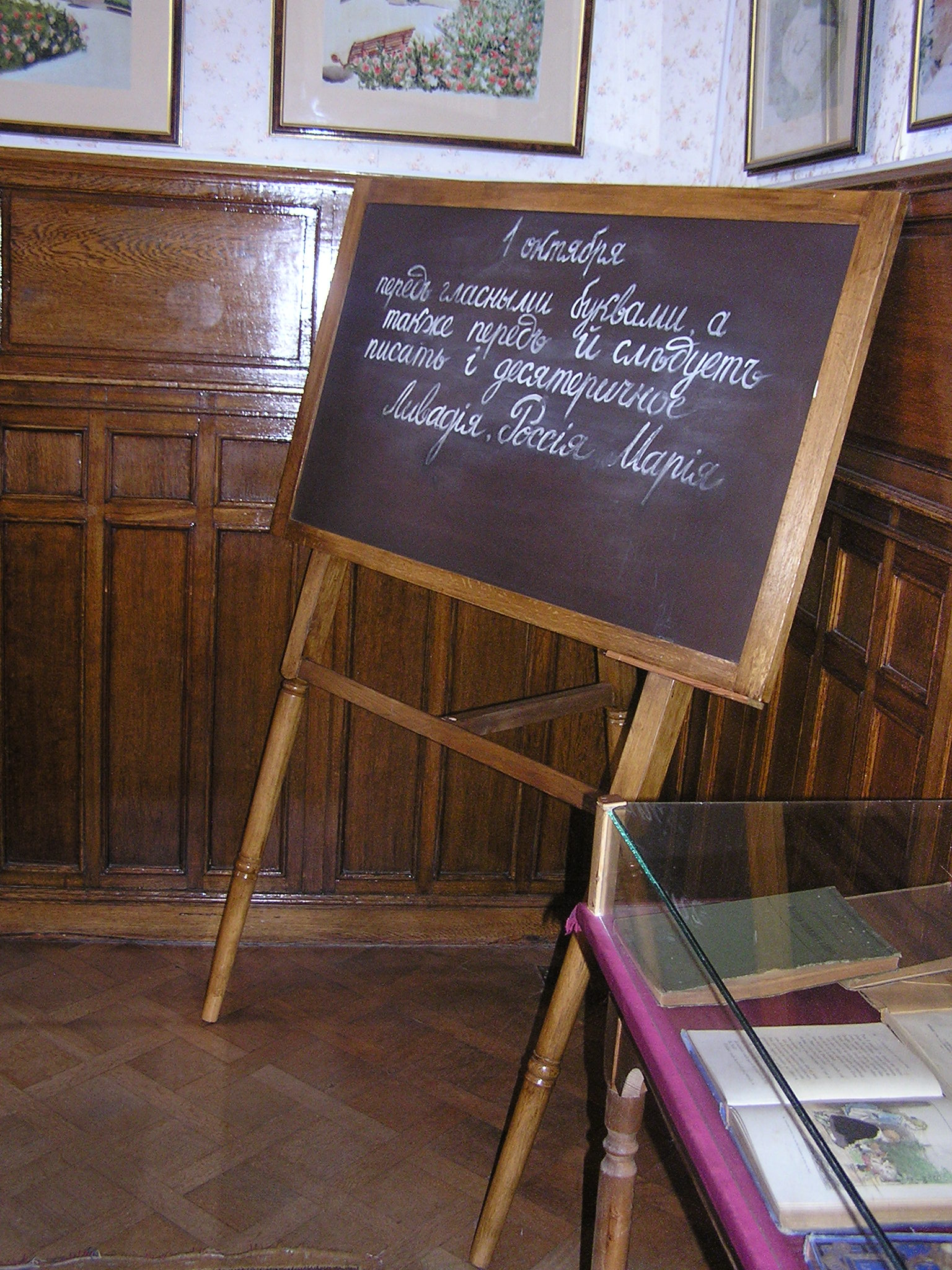
Классная доска в классе для обучения великих княжон (дочерей императора) в Ливадийском дворце с изложением правил употребления буквы І

В русском языке до реформы 1918 года буква І употреблялась:
- вместо И после согласных перед гласными и полугласной буквой Й (исторія, русскій)
- вместо И перед гласными в начале слов (Іоаннъ, Іюнь, Іюль)
- вместо Й перед гласной буквой О в начале некоторых слов (іодъ — йод, іота — йота)
- вместо Й между гласными (маіоръ — майор, раіонъ — район); в начале XX века наметилась тенденция перехода буквы I в этой позиции в Й, из-за чего разными авторами применялось разное написание одних и тех же слов
- вместо Ь с йотированием последующей гласной буквой О в таких словах как серiозный, курiозъ, булiонъ, баталiонъ, канiонъ, медалiонъ, почталiонъ, а также в словах, где прочтение зависело от наличия удвоенной согласной (бриллiантъ/брилiантъ — бриллиант/брильянт, биллiардъ/билiардъ — биллиард/бильярд, миллiардъ/милiардъ — миллиард/мильярд). Параллельно букве I применялся и мягкий знак в этой позиции, при этом в некоторых словах гласная после Ь была заменена на йотированную (курiозъ → курьезъ), а в некоторых — нет (баталiонъ → батальонъ)
- в слове міръ в значении «Вселенная», «общество» для отличия от слова миръ в значении «отсутствие войны».

Исключение в дореформенном правописании составляли сложные слова, в которых первая часть оканчивалась на и (пятиугольникъ, пятиаршинный), приставка наи- (наиужаснѣйшій) и отрицательные местоимения, начинавшиеся с ни- (ниоткуда).

## Белорусский язык
І — 10-я буква белорусского алфавита. На письме и в произношении полностью соответствует русской букве И: так же обозначает звук [и] и так же смягчает предшествующие согласные.
В начале слов под ударением, после гласных, апострофа, мягкого знака и буквы Ў произносится как [йи]: Іўе, краіна, вераб'і, Ільіч, салаўі.
В начале слов без ударения произносится как [и] после паузы, мягких согласных и согласных Г, К, Х (которые в этом случае смягчаются): глог і стог; как [ы] после остальных твёрдых согласных: брат і сястра. После гласных звучит как [й] или [йи].

## Украинский язык
І — 12-я буква украинского алфавита. По произношению близка к русской букве И и так же смягчает предшествующие согласные. Обычно, но не всегда, встречается в слове там, где когда-то были другие звуки, совпавшие в украинском языке с І, например: бѣлый — білий, бѣгать — бігати, бѣсъ — біс, обѣдать — обідати, двѣ — дві, въ текстѣ — в тексті; котъ — кіт, вольный — вільний, подъ — під, Львовъ — Львів, стой — стій, онъ — він, отъ — від, печь — піч, шесть — шість и др. С русской же И украинская І может встречаться в заимствованных словах: історія, Росія, бібліотека и пр.; или в начале слов: іграшка, ікра, ім’я, іскра, істина, іти и пр.
Не следует путать украинские буквы і и ї; последняя, будучи вполне самостоятельной буквой украинского алфавита (её ёжик — її їжак), по существу является йотированным вариантом і (ї = йі).

## Церковнославянский язык
В ныне используемом новомосковском изводе церковнославянского языка употребление букв И и І подчиняется в целом тому же принципу, что и в дореформенном русском правописании: І пишется перед гласными и перед Й, а в противном случае — И, однако слов-исключений существенно больше: перед согласными и в конце слова І имеют не только слово міръ (в значениях вселенной или общества) с производными, но и заимствованные слова и имена, у которых в греческом написании «йота» или ει, а не «эта»: ірмосъ (εἱρμός), стіхъ (στίχος), прокіменъ (προκείμενον), літургія (λειτουργία), херувімъ (χερουβίμ), апріллій (ἀπρίλιος), епіскопъ (ἐπίσκοπος) и др.; Давідъ, Ніколай, Міхаилъ, Васілій, Кѵріллъ, Адонаі, Хрістосъ и др. Также и віно по-церковнославянски пишется через і — вероятно, для отличия его форм от форм слова вина, хотя нельзя исключать и то, что при выработке церковнославянского правописания слово віно посчитали заимствованным (ср. лат. vinum, др.-греч. οἶνος).
Исключениями в обратную сторону (с И перед гласными) являются не только, как в дореформенном русском, сложные слова вроде триобоюдный, но и заимствования, в которых перед гласной была «эта»: Іиуй, Сиіръ, Сиѡнъ и т. п. Правописание приставок при- и ни- перед гласными колеблется: в одних изданиях их пишут по общему правилу с і, а в других сохраняют И, особенно если дальше идёт ещё одна приставка: приуготовати, приѡчистити, ниѿкуду.
На письме церковнославянская буква І имеет две точки (в том числе обычно и в заглавной форме), которые пропадают при добавлении любого другого надстрочного знака. Вместо точек могут быть использованы и два штриха с наклоном в любую сторону (ср. с аналогичной ситуацией для буквы ижица), что считается лишь другим шрифтовым оформлением того же знака. Точки отсутствуют при использовании буквы в числовом качестве.
В старопечатных изданиях, изданных на территории нынешней Украины (конец XVI — начало XVII вв.), встречается противопоставление І с точками в славянских словах и І без точек в корнях заимствованных слов.

## Казахский язык
І — 38-я буква казахского алфавита. В казахском языке обозначает гласный звук /ɘ/.

## Коми язык
І — 11-я буква алфавита коми языка, произносится твёрдо, стоит исключительно после согласных букв Д, З, Л, Н, С, Т, но в любой части слова (примеры: шонді — солнце, мазі — пчела, малалі — (по)гладил(а), (по)щупал(а), ніскыны — сопеть, тіравны — дрожать).

## Хакасский язык
І — 13-я буква хакасского алфавита. Как и в казахском, в хакасском языке обозначает краткий гласный /ɪ/ или /ɘ/.

## Русинский язык
І — 12-я буква русинского алфавита. Как и в украинском, обозначает звук /i/, но, в отличие от украинского, контрастирует не только с и /ɪ/, но и с ы /ɨ/.

## Буквы на основе І
В кириллице некоторые буквы являются лигатурами, образованными от І, например, Ы (Ъ и І) и другие.

## Таблица кодов
| Кодировка    | Регистр   | Десятич- ный код | 16-рич- ный код | Восьмерич- ный код | Двоичный код      |
| ------------ | --------- | ---------------- | --------------- | ------------------ | ----------------- |
| Юникод       | Прописная | 1030             | 0406            | 002006             | 00000100 00000110 |
| Юникод       | Строчная  | 1110             | 0456            | 002126             | 00000100 01010110 |
| ISO 8859-5   | Прописная | 166              | A6              | 246                | 10100110          |
| ISO 8859-5   | Строчная  | 246              | F6              | 366                | 11110110          |
| KOI8-U       | Прописная | 182              | B6              | 266                | 10110110          |
| KOI8-U       | Строчная  | 166              | A6              | 246                | 10100110          |
| Windows-1251 | Прописная | 178              | B2              | 262                | 10110010          |
| Windows-1251 | Строчная  | 179              | B3              | 263                | 10110011          |

В HTML прописную букву І можно записать как &#1030; или &#x406;, а строчную і — как &#1110; или &#x456;. В кириллической раскладке клавиатуры символ І вызывается зажатой клавишей Alt с набором Num-цифр 0178, символ і — Alt+0179.